# 1819年逝世人物列表
下面是1819年逝世的知名人士列表。
1819年逝世人物列表：1月 - 2月 - 3月 - 4月 - 5月 - 6月 - 7月 - 8月 - 9月 - 10月 - 11月 - 12月

## 1月

### 2日
- 湯瑪斯·德懷特，美國政治家
- 帕爾馬的瑪麗亞·路易莎，帕爾馬公主和西班牙王后

### 3日
- 路德維希·蘇爾，德國牧師和律師
- 雅各·瓦倫紐斯，瑞典-德國神學教授

### 4日
- 格哈德·安東·馮·哈勒姆，德國作家、律師和行政人員

### 8日
- 喬治·西吉斯蒙德·拉基茨，匈牙利法律學者

### 9日
- 葉卡捷琳娜·巴甫洛夫娜女大公，沙皇保羅一世的第四女，符騰堡王后。

### 12日
- 安德列·莫雷萊，法國經濟學家和作家
- Benedikte Naubert，德國作家

### 13日
- 約翰·沃爾科特，英國諷刺作家

### 15日
- 路德維希·古滕布倫，奧地利肖像畫家
- 約翰·雅各·羅默，瑞士醫生和植物學教授
- 古斯塔夫·菲力浦·茨溫格，德國畫家、蝕刻師和平版畫家

### 17日
- 弗里德里希·赫爾曼，德國教育家和呂貝克凱薩琳博物館教授
- 約翰·雅各·邁耶，瑞士軍官和政治家

### 18日
- 奧古斯特·威廉·胡佩爾，利沃尼亞的德裔波羅的海牧師和作家
- 阿奇博爾德·羅恩，美國政治家
- 馬修·沃爾頓，美國政治家

### 19日
- 艾爾莎·貝塔·邦吉，瑞典植物學家
- 約瑟普·弗蘭喬·多明，電療的發明者

### 20日
- 約翰·邁克爾·哈恩，德國虔誠神智學家
- 卡洛斯四世，西班牙國王（1788年–1808年）
- 瑪麗亞·撒迪厄斯·馮·特勞特曼斯多夫，赫拉德茨·克拉洛韋主教；奧洛穆茨大主教；羅馬天主教會紅衣主教

### 22日
- 吉安·安東尼奧·塞爾瓦，義大利建築師

### 23日
- 阿爾佈雷希特·弗里德里希·馮·倫普，符騰堡州首席法警

### 25日
- 弗朗茨·安東·澤弗·豪瑟，雕塑家和木雕家

### 28日
- 扬·基灵斯基，波蘭叛亂分子，科希丘什科起義的指揮官之一
- 卡爾·格奧爾格·里德塞爾·祖·艾森巴赫，州議會議長，黑森州第26任世襲元帥
- 約翰·卡爾·韋澤爾，德國詩人、作家和教育家，Sturm und Drang 時期

### 31日
- 約翰·弗裡德里希·弗朗茨·馮·施泰寧，德國牧師和作家

### 日期不詳
- 弗朗切斯科·加萊亞齊，義大利音樂理論家和作曲家

## 2月

### 2日
- 約翰·約瑟夫·馮·維爾切克，奧地利外交官

### 4日
- 弗朗切斯科·菲丹扎，義大利畫家
- 約翰·雅各·霍廷格，瑞士語言學家、翻譯家和作家
- 弗里德里希·海因里希·卡爾·馮·胡納拜因，普魯士將軍
- 詹姆斯·凱利，美國政治家
- 加斯帕爾·斯密特，西班牙作曲家和管風琴家

### 5日
- 卡爾·克利斯蒂安·帕庫斯，德國行政律師和市議員
- 漢娜·范布倫，馬丁·范布倫的妻子

### 6日
- 本傑明·海恩，德國傳教士、植物學家和博物學家
- 阿米斯特德·湯姆森·梅森，美國政治家
- 弗朗茨·海因里希·克利斯蒂安·馮·普洛茨，普魯士中將，第42步兵團團長，華沙總督

### 8日
- 約翰·大衛·阿克布拉德，瑞典外交官、古文字學家和東方學家

### 15日
- 雅各·阿克塞爾森·林德布洛姆，瑞典語言學家和主教

### 16日
- 第九代漢密爾頓公爵阿奇博爾德·道格拉斯-漢密爾頓，蘇格蘭貴族
- 奧諾雷四世，摩納哥親王
- 皮埃爾-亨利·德·瓦朗謝納，法國畫家和大學教師

### 17日
- 亨利·康斯坦丁·詹寧斯，英國收藏家、賭徒
- 菲力浦·路易·馬克·安托萬·德·諾瓦耶，法國政治家

### 18日
- 克利斯蒂安·戈特利布·布羅德，德國神學家和作家。多本拉丁語教學教科書的作者。

### 20日
- 克利斯蒂安·路德維希·祖萊寧根-韋斯特堡-新萊寧根，奧匈帝國軍官，瑪麗亞·特蕾莎騎士
- 戈特利布·威廉·克利斯蒂安·馮·普拉滕，普魯士軍官，最後一位少將

### 21日
- 塞萊斯廷二世施泰格勒納，聖埃默拉姆的最後一位王子兼修道院院長

### 24日
- 約翰·戈特利布·德拉斯多，德國路德宗神學家

### 25日
- 法蘭西斯科·馬諾埃爾·德·納西門托，葡萄牙詩人
- 約翰·戈特弗里德·舒爾茨，德國律師和插畫家

### 27日
- 奧古斯特·費迪南德·呂德，德國經濟學家和政治學家

## 3月

### 1日
- 雷蒙德·達普，德國神學家

### 4日
- 約翰·內波穆克·德拉·克羅齊，奧地利肖像畫家
- 約瑟夫·內維爾，美國政治家

### 9日
- 亞諾什·富斯，前古典時期的匈牙利-奧地利作曲家
- 約翰·伯恩哈德·利珀特，德國新教神學家和大學講師

### 10日
- 喬治·約翰·馮·格拉塞納普，俄羅斯帝國將軍兼西西伯利亞酋長兼總督
- 弗里德里希·海因里希·雅各比，德國哲學家

### 11日
- 蜜雪兒·路易士·艾蒂安·雷諾·德·聖讓·德·昂熱利，法國政治家

### 13日
- 安東·埃格斯坦，布勞爾，巴伐利亞州議會議員

### 16日
- 弗里德里希·馮·歐姆普泰達，漢諾威外交官
- 尼古拉斯·塞揚，法國作曲家和管風琴家

### 21日
- 何塞·達·科斯塔·席爾瓦，葡萄牙建築師

### 22日
- 克利斯蒂安·戈特洛布·馮·沃伊特，德國詩人和魏瑪部長

### 23日
- 奥古斯特·冯·科策布，德國劇作家

### 24日
- 列支敦斯登的莫裡斯，奧地利陸軍元帥中尉

### 26日
- 皮埃爾-莫裡斯·格萊爾，瑞士政客

### 27日
- 讓·法布爾·德·拉馬蒂利埃，法國炮兵將軍和政治家

### 28日
- 弗朗茨·桑塔格，德國歌手和演員

### 30日
- 威廉·費迪南德·弗裡德里希·馮·德根費爾德，Eulenhof領主，Ehrstädt，Waibstadt，Wagenbach和Unterbiegelhof的共同領主

### 31日
- Johann Friedrich Schenck zu Schweinsberg，普魯士少將，第9步兵團團長，柏林榮軍院最後一任指揮官

### 日期不詳
- 諾諾薩巴蘇特，加拿大原住民領袖
- 伯納德·維格裡，法國音樂家和作曲家

## 4月

### 2日
- 格奧爾格·費斯泰蒂克斯，匈牙利農民和改革家

### 6日
- 威廉·弗里德里希·施洛特貝克，德國風景畫家、製圖員、平面藝術家和雕刻師

### 8日
- 弗朗索瓦·讓·巴蒂斯特·克內爾，法國師長

### 10日
- 馬特烏斯·布勞恩，施瓦本詩人

### 15日
- 奧利弗·埃文斯，美國發明家
- 莫里茨·大衛·馬克思，卡爾·馬克思的兄弟

### 16日
- 弗里德里希·瓦倫丁，德國雕塑家

### 17日
- 弗里德里希·奧托·馮·迪里克，普魯士中將、皇家教育家、作家

### 21日
- 赫爾曼·約瑟夫·弗里德里希·博特，德國昆蟲學家和收藏家

### 23日
- 亞歷山大·康蒂·漢森，美國政治家

### 24日
- 海因里希·約翰·鮑克（Heinrich Johann Paucker），新教神職人員

## 5月

### 2日
- 瑪麗·莫澤，英國畫家

### 4日
- 歐仁·紀堯姆·亞歷克西斯·格拉夫·馮·梅西-阿根托，奧匈帝國軍事裝甲師和瑪麗亞·特蕾莎騎士勳章

### 7日
- 奧古斯丁·達里考，法國步兵師將軍

### 8日
- 卡美哈梅哈一世，夏威夷国王。

### 10日
- 伊萊·阿什蒙（Eli P.Ashmun），美國政治家
- 約翰·溫澤爾·漢恩，奧地利詩人

### 11日
- Kaspar Fürstenau，德國音樂家

### 17日
- 威廉·霍金斯，北卡羅來納州州長
- 弗裡德里希·海登賴希，德國管風琴製造商

### 18日
- 讓-皮埃爾·紀堯姆·卡托-卡勒維爾，德法歷史學家和地理學家

### 19日
- 卡西米羅·瑪律科·德爾龐特，西班牙士兵，智利最後一任總督

### 22日
- 揚·亨德里克·范·金斯貝根，荷蘭海軍上將
- 休·威廉姆森，美國政治家

### 25日
- 威廉·克利斯蒂安·馮·德·雷克，普魯士皇家少將，生命胸甲騎兵團的最後一位

### 30日
- 萊昂哈德·德梅利，阿爾高公務員和奧地利間諜
- 蜜琪拉·維勒加斯，秘魯女演員和總督的情婦

### 日期不詳
- 安東·約瑟夫·多爾施，德國大學講師和革命家

## 6月

### 3日
- 弗裡德里希·馮·馬森巴赫，普魯士騎兵將軍，但澤總督
- 曼努埃爾·德爾·索科羅·羅德裡格斯，哥倫比亞記者和圖書管理員

### 5日
- 博達帕亞，緬甸國王
- 威廉·康沃利斯，英國海軍上將
- 約翰·馮·希勒，奧地利將軍

### 13日
- 雅克-尼古拉·俾约-瓦伦，法國大革命時期人物

### 14日
- 桑德拉德·穆勒，德國博物學家、圖書管理員和本篤會修道士

### 16日
- 奧托·西吉斯蒙德·阿爾佈雷希特·亞歷山大·馮·德·瑪律維茨，普魯士皇家少將，格洛高要塞司令

### 18日
- 弗裡德里希·海因里希·威廉·馮·瓦格納，德國律師，比亞韋斯托克商會會長

### 20日
- 雅各·穆森，德國醫生和作家

### 21日
- 約翰·卡爾·克裡斯托夫·納赫蒂加爾，德國神學家、語言學家、作家和敘事研究者
- 克利斯蒂安·弗里德里希·馮·德·奧斯滕，普魯士少將，第12龍騎兵團團長

### 27日
- 皮埃爾-約瑟夫·蒂奧利爾，法國獎牌得主

### 28日
- 瑪麗亞·安東尼婭·桑托斯·普拉塔，新格拉納丁叛軍領袖，女英雄

### 30日
- 恩斯特·路德維希·格伯，德國作曲家和傳記作家

### 日期不詳
- 撒母耳·萊森斯，英國古董和雕刻師

## 7月

### 1日
- 傑米瑪·威爾金森，美國傳教士
- 萊文·溫德，美國政治家

### 2日
- 科內利斯·約翰內斯·沃斯，荷蘭醫生和政治家

### 6日
- 索菲·布朗夏尔，法國飛行員
- 約瑟夫·本尼迪克特·庫里格，瑞士建模師和雕塑家

### 9日
- 約翰·戈特弗里德·基斯韋特，德國哲學家

### 10日
- 亨里希·貝克爾，東弗里斯蘭畫家
- 約翰·格奧爾格·卡爾·克洛茨奇，德國文學家、邏輯學家

### 12日
- 彼得·威爾肯，呂貝克商人和議員

### 14日
- 弗朗茨·卡爾·內萊森，德國布料製造商和亞琛自由皇城市長

### 16日
- 卡爾·路德維希·阿梅朗，普魯士律師和公務員
- 弗裡德里希·威廉·海因里希·馮·特雷布拉，撒克遜首席礦工

### 18日
- Barthélemy Faujas de Saint-Fond（巴泰勒米·福哈斯·德·聖方德），法國地質學家和火山學家
- 卡爾·洛寧，伊德斯坦的藥劑師
- 喬治·施泰茨，德國政治家，美因河畔法蘭克福市長

### 20日
- Xaver Höhenleiter，德國強盜
- 约翰·普莱费尔，蘇格蘭數學家和地質學家

### 21日
- 伊曼紐爾·弗裡德里希·哈格邁斯特，德國法律學者和高級上訴委員

### 22日
- 塞巴爾德·賈斯丁努斯·布魯格曼斯，荷蘭植物學家和醫生

### 24日
- 蘇菲·蓋爾，法國（巴黎）歌手、作曲家和作家

### 25日
- 保羅·斯特裡克·范·林斯霍滕，荷蘭作家、政治家和外交官，林斯霍滕、波蘭寧和赫肯多普的領主

### 26日
- 喬治·倫納德，美國律師、法學家和政治家

### 29日
- 詹姆斯·H·布萊克，美國政治家
- 克利斯蒂安·萊文·桑德，德國和丹麥詩人和教育家
- 卡爾·弗里德里希·戈特洛布·韋策爾，浪漫主義時期的德國作家

### 30日
- 索菲·馮·沙爾特，歌德時代魏瑪宮廷協會成員

## 8月

### 1日
- 約翰·林斯科姆·博斯，美國政治家
- 皮埃爾-阿德里安·帕裡斯，法國畫家和建築師

### 3日
- 西蒙·克內法茨，克羅埃西亞作家和方濟各會修道士

### 5日
- 卡爾·弗里德里希·布德魯斯·馮·卡爾斯豪森，威廉九世的財政官員，黑森-卡塞爾的伯爵，後來的選帝侯威廉一世。

### 7日
- 弗朗茨·約瑟夫·巴爾，德國單簧管演奏家
- 弗朗茨·狄奧尼斯·賴特霍弗，神學家和當地歷史學家

### 9日
- 約翰·福赫羅·格裡姆凱，美國政治家
- Johann Georg Müchler（約翰·格奧爾格·穆希勒），德國教育家、公關人員和翻譯家

### 10日
- 克利斯蒂安·戈特弗裡德·穆勒，德國古典語言學家、圖書館員和教育家

### 12日
- 奧查德·庫克，美國政治家
- 安德列亞斯·魯德羅夫，奧地利畫家

### 14日
- 埃里克·阿卡里乌斯，瑞典植物學家和醫生

### 15日
- 科尼利厄斯·赫爾曼·馮·艾倫霍夫，奧地利官員和作家

### 16日
- 威廉·路易斯，美國政治家

### 18日
- 克利斯蒂安·弗裡德里希·卡爾·祖·霍恩洛厄-基希貝格，德國世襲帝國元帥和政治家
- 約翰·康拉德·蘇爾壽，瑞士新教神職人員

### 19日
- 詹姆斯·瓦特，英國著名的發明家。

### 20日
- 丹尼爾·托本斯，奧地利天主教神學家

### 21日
- 哈伊姆·法希，奧斯曼帝國的猶太顧問（被暗殺）
- 喬治·卡納裡斯，特里爾教區牧師和選帝侯大主教學校訪客
- 盧卡斯·斯佩克，貝爾在海德堡的創始人

### 23日
- 奧利弗·哈澤德·佩里，美國海軍軍官

### 24日
- 約翰·西奧多·本傑明·赫爾弗雷希特，德語教師和當地歷史學家

### 25日
- 詹姆斯·瓦特，蘇格蘭發明家

### 26日
- 小喬治·雅各·德克爾（Georg Jacob Decker），普魯士的雲杉樹皮印表機

### 28日
- 第四代里士滿公爵查理斯·倫諾克斯，英國貴族和上加拿大總督

### 31日
- 斐迪南德·克利斯蒂安·科里頓，水果店員和建築管理員
- 卡爾·馮·漢萊因，普魯士政治家
- 詹姆斯·布朗·梅森，美國政治家

## 9月

### 1日
- 小約翰·拉特利奇，美國政治家

### 3日
- 西蒙·馬丁，美國政治家

### 4日
- 本傑明·霍夫，美國政治家

### 6日
- Jiří Družecký，捷克雙簧管演奏家和作曲家

### 7日
- 讓-路易·杜波特，法國大提琴家和作曲家

### 12日
- 格布哈德·莱贝雷希特·冯·布吕歇尔，普魯士陸軍元帥
- 喬治·約瑟夫·格魯伯，德國商人、旅店老闆和政治家
- 亞歷山德羅·瑪律瓦西亞，義大利紅衣主教

### 13日
- 路易絲·夏洛特·亨麗埃特·馮·克勞特，Löwenberger土地的繼承人

### 14日
- 卡爾·戈特利布·阿爾佈雷希特，德國公務員
- 羅伯特·布倫特，美國政治家

### 15日
- 約翰·喬治·埃德林格，奧地利畫家
- 尼古拉斯·金德林格，德國歷史學家

### 16日
- 撒母耳·霍普金斯，美國政治家
- 約翰·傑弗里斯，美國醫生和航空先驅

### 18日
- 约翰·兰登，美國政治家

### 19日
- 威廉·賴特，蘇格蘭植物學家和醫生

### 20日
- 阿貝·法里亞，葡果催眠師
- 威廉·德費爾登，俄羅斯帝國騎兵將軍

### 22日
- 卡爾·馮·弗蘭肯伯格和普羅施利茨，普魯士少將，第30步兵團團長

### 23日
- 馬蒂亞斯·維斯霍夫（Matthias Wißhofer），自由鬥士、萬能天才、發明家和學校督學

### 24日
- 恩斯特·戈特弗裡德·克利斯蒂安·克呂格爾，德國法律學者

### 27日
- 伊格納斯-約瑟夫·范勒伯格，法國穀物商人

### 28日
- 卡爾·弗里德里希·海因里希·哈克，德國小提琴家、作曲家和普魯士宮廷管弦樂團皇家首席

### 29日
- 馬克西米利安·馮·斯普雷蒂，巴伐利亞將軍

### 30日
- 尼古拉斯·羅茲，法國音樂教師和作曲家
- 威廉·戈特利布·田納曼，德國哲學家和歷史學家

## 10月

### 1日
- 丹尼爾·弗里德里希·洛斯，德國獎章獲得者、雕刻師和模切師

### 4日
- 喬納森·斯特奇斯，美國政治家

### 6日
- 喬瓦尼·菲利波·加拉拉蒂·斯科蒂，義大利教皇外交官、主教和羅馬教會紅衣主教
- 卡洛·埃馬努埃萊四世，撒丁島-皮埃蒙特國王和薩伏依公爵
- 約翰·馮·克萊瑙，奧地利將軍

### 7日
- 威廉·撒母耳·約翰遜，美國開國元勛
- 馬克-西奧多·布裡特，瑞士作家和登山家

### 9日
- 弗朗茨·卡爾·約瑟夫·祖·霍恩洛厄-瓦爾登堡-席林斯菲斯特，奧格斯堡輔理主教和主教

### 10日
- 戈特弗裡德·奧古斯特·阿恩特，德國歷史學家、民族學家和政治學家

### 11日
- 約翰·喬治·奧弗貝克，德國新教神學家
- 約翰娜·伊莎貝拉·埃萊奧諾·馮·瓦倫羅特，德國作家

### 13日
- 喬治·馬格努斯·斯普倫特波特，芬蘭軍人和政治家

### 14日
- 約瑟夫·貝爾根茨勒，阿爾薩斯木匠和管風琴製造商

### 18日
- 弗朗茨·澤弗·格威，奧地利公務員、演員和作家

### 20日
- 路易士·朱林，瑞士醫生和博物學家

### 22日
- 讓-路易-法蘭索瓦·福孔內，法國騎兵師將軍

### 24日
- 威廉·拉本，美國政治家

### 25日
- 湯瑪斯·希皮烏斯，德國-波羅的海牧師
- 卡爾·威廉·費迪南德·索爾格，德國語言學家、大學講師和哲學家

### 26日
- 托马斯·约翰逊，美國政治家和法學家

### 29日
- 約西亞斯·馮·奎倫，樞密院議員兼於特森修道院教務長

### 30日
- 威廉·丹寧，美國政治家

### 31日
- 恩格爾伯特·阿恩茨，德國律師和公務員

## 11月

### 3日
- 喬納森·羅賓遜，美國律師和政治家

### 5日
- 亞歷山大·庫查爾斯基，波蘭畫家

### 6日
- 約翰·阿道夫·馮·呂佐夫，普魯士少將，Pour le Merite騎士，科爾貝格教務長，柏林司令
- 雅各·亨利·薩拉特，英國國際象棋選手和作家

### 7日
- 迦勒·斯特朗，美國政治家

### 8日
- 亨利·克羅切龍，美國政治家和軍官

### 9日
- 湯瑪斯·辛·李，美國政治家
- 西蒙·斯奈德，美國政治家

### 10日
- 西格蒙德·佐伊斯·馮·埃德爾斯坦，企業家、學者、作家和贊助人

### 11日
- 亨利·莫爾斯頓，美國政治家

### 13日
- 約翰·路德維希·恩斯特·摩根斯坦，德國繪畫修復師、蝕刻師和畫家

### 14日
- 威廉·撒母耳·詹森，政治家，美國開國元勳之一

### 15日
- 路德維希·卡特爾，柏林建築師、室內設計師和畫家
- 丹尼尔·卢瑟福，蘇格蘭化學家

### 20日
- 約翰·喬治·穆勒（Johann Georg Müller），瑞士神學家、歷史學家、教育家和政治家

### 21日
- 威廉·阿森伯格，德國路德教牧師、作家和編輯
- 撒母耳·鐘斯，美國律師和政治家

### 23日
- 昆汀·克勞福特，英國藝術收藏家和作家
- 約翰·邁克爾·約瑟夫·馮·皮多爾，特里爾輔理主教，勒芒主教

### 25日
- 亞歷山大·托爾馬索夫，俄羅斯將軍
- 弗朗西斯科·薩維德拉·德·桑格羅尼斯，西班牙軍官、政治家和首相

### 26日
- 魯道夫·克裡斯托夫·洛修斯，德國新教神學家和作家
- 湯瑪斯·馬沙姆，英國昆蟲學家

### 29日
- 路德維希·所羅門·亨內福斯，德國管風琴和樂器製造商
- 梅克倫堡的弗雷德里克·路易士，梅克倫堡世襲親王，梅克倫堡-什未林世襲大公，梅克倫堡-什未林家族成員

## 12月

### 1日
- 弗里德里希·薩德貝克，德國製革商和紡織品商人

### 2日
- 卡爾·威廉·馮·施羅德，普魯士司法部長兼總理

### 3日
- 約翰·康拉德·費爾辛，雕刻機和印表機

### 5日
- 弗裡德里希·利奧波德·祖·斯托爾貝格-斯托爾貝格，德國詩人

### 8日
- 海因里希·馮·克羅普夫，普魯士少將，第31步兵團團長

### 11日
- 阿爾佈雷希特·弗里德里希·魯道夫·拉修斯，德國路德宗神學家、駐軍和宮廷傳教士以及奧斯納布呂克議會主席

### 12日
- 西奧多·海因里希·弗裡德里希，德國作家
- 路德維希·維蘭德，德國詩人

### 13日
- 路易士·費迪南德·蒙代，奧地利將軍

### 14日
- 阿瑪利亞·馮·蓋倫，德國詩人和作家

### 16日
- 海因里希·戈德烏斯，卡塞爾上訴法院法官

### 17日
- 查理斯·芬奇，英國政治家
- 所羅門·科恩，菲爾特的首席拉比

### 18日
- 弗裡德里希·威廉·榮吉烏斯，德國科學家和熱氣球運動員
- 約瑟夫·瑪麗亞·馮·魏克斯，德國男爵和行政長官

### 19日
- 湯瑪斯·弗里曼特爾，英國海軍軍官、政治家
- Adolf Friedrich Furchau，德國教育家
- 約瑟夫·弗里德里希·格拉蒙特，老師
- 亨利·拉蒂默，美國政治家
- 納撒尼爾·拉格斯，美國政治家

### 21日
- 讓-馬蒂厄-菲利貝爾·塞律里埃，法國革命將軍、元帥和法國同儕

### 22日
- 讓-皮埃爾·德·博利厄（Jean-Pierre de Beaulieu），奧地利將軍

### 24日
- 派翠克·馬格魯德，美國政治家和圖書管理員

### 27日
- 約阿希姆·赫斯，荷蘭管風琴家和音樂作家

### 28日
- 西吉斯蒙德·弗雷德里克·德·伯克海姆，法國將軍

### 29日
- 約瑟夫·霍弗，德國女高音

### 30日
- 卡爾·馮·帕，第三代帕爾親王瑪麗亞·特蕾莎少將和騎士勳章

### 31日
- 阿努魯特，琅勃拉邦國王
- 約翰·尼古拉斯，美國律師和政治家
- 約翰·弗里德里希·韋斯特倫（Johann Friedrich Westrumb），德國藥劑師

## 日期不詳
- 智利總督馬里亞諾·奧索里奧
- 弗朗西斯謝克·克索韋里·布拉尼茨基，波蘭貴族
- 卡爾·阿爾伯特，德國洛可哥雕塑家
- 亞歷山大·阿裡戈尼，義大利花卉畫家
- 約翰·貝利，蘇格蘭農民
- 馬塞洛·貝納迪尼，義大利作曲家和歌劇編劇
- 讓·大衛·布歇（Jean David Bouché），德國園丁
- 弗朗西斯澤克·卡薩韋里·布蘭尼基，波蘭副官和皇家大獵人
- 伊格納西奧·德拉卡雷拉，智利貴族和政治家
- 維克多·豪夫，圖賓根的法院律師和市長以及貝西格海姆的高級地區法官
- 卡美哈美哈一世，夏威夷國王 （1795年–1819年）
- 弗裡德里希·威廉·馮·科默施泰特，普魯士和撒克遜公務員
- 格雷戈爾·萊德瓦施五世，奧地利畫家
- 約翰·馬歇爾，皇家海軍上尉
- 馬里亞諾·奧索里奧，西班牙將軍兼智利總督
- 弗朗切斯科·佩特裡尼，法國豎琴家和作曲家
- 阿戈斯蒂諾·波利，義大利作曲家和指揮家
- Jón Þorláksson，冰島作家
- 奧古斯特·萊因金，德國畫家和建築師
- 弗里德里希·馮·羅姆貝格，企業家、船東和銀行家
- 克利斯蒂安·戈特弗裡德·舒爾茨，德國雕刻師
- 約翰·戈特洛布·塔米提烏斯，德國管風琴製造商
- 喬治·沃克，美國政治家
- 約翰·喬治·溫德利希，德國長笛演奏家、教授和作曲家